# La Bastidonne
La Bastidonne ist eine französische Gemeinde mit 914 Einwohnern (Stand 1. Januar 2022) im Département Vaucluse in der Region Provence-Alpes-Côte d’Azur. Sie gehört zum Arrondissement Apt und ist Mitglied im Gemeindeverband Communauté Territoriale Sud-Luberon. Die Bewohner werden Bastidonnais und Bastidonnaises genannt.

## Geographie
La Bastidonne befindet sich in der Provence im Südosten des Départements Vaucluse etwa 24 Kilometer südöstlich von Apt und etwa 21 Kilometer nordöstlich von Aix-en-Provence. Im Norden der Gemeinde erstreckt sich das Gebirge des Luberon mit dem Regionalen Naturpark Luberon, zu dem das Gemeindegebiet gehört. Südlich von La Bastidonne liegt das Tal der Durance. Ein Teil der Gemeinde im Südosten wird vom Biosphärenreservat „Luberon-Lure“ eingenommen.
Das Dorf La Bastidonne liegt auf einem Hügel im Zentrum der Gemeinde. Südöstlich des Dorfes erhebt sich das Saint-Julien-Plateau, zweifellos das älteste Siedlungsgebiet der Gemeinde, das heute mit einem Wald aus Steineichen bedeckt ist, auf einer Höhe von 420 m.
La Bastidonne grenzt an die Gemeinden Pertuis im Südosten und La Tour-d’Aigues im Nordwesten.

## Verkehr
Die Route départementale D973 verläuft auf west-östlicher Achse von Pertuis kommend in Richtung Mirabeau.
Nächstgelegener Bahnhof ist der Bahnhof Pertuis, mit dem man Anschluss an die Städte Lyon, Marseille und Aix-en-Provence erhält.

## Geschichte
Um 1230–1231 ließ ein Ritter namens Savaric „La Bastide de Savaric“ errichten. Am Fuße dieser Bastide bildete sich nach und nach ein Dorf. Ende des 14. Jahrhunderts ging die Herrschaft in die Hände des Seigneurs von La Tour d’Aigues über, der sie bis 1792 behielt. Die Bastide de Savaric hieß „La Bastidette“, dann „La Bastidonne de Savaric“ und 1790 schließlich „La Bastidonne“.

## Bevölkerungsentwicklung
| Jahr      | 1962 | 1968 | 1975 | 1982 | 1990 | 1999 | 2006 | 2008 | 2018 |
| --------- | ---- | ---- | ---- | ---- | ---- | ---- | ---- | ---- | ---- |
| Einwohner | 153  | 179  | 259  | 381  | 505  | 677  | 729  | 741  | 855  |

## Sehenswürdigkeiten
Die Verbindungsstraße zwischen Mirabeau und La Bastidone verläuft über ein mit Kiefern und Eichen übersätes Plateau. Um die kleine romanische Kirche aus dem 13. Jahrhundert herum gruppieren sich mehrere Ziegeldachhäuser. 500 Meter östlich des Ortszentrums befinden sich die Ende der 1990er restaurierten Ruinen der Kapelle Saint-Julien mitsamt Eremitage. Die Einsiedelei wurde im 17. Jahrhundert erbaut und später wieder aufgegeben.
Die Pfarrkirche Notre-Dame-de-Bonne-Aventure stammt aus dem 13. Jahrhundert. Im Jahre 1762 wurde eine Uhr am Glockenturm installiert.
In einem kleinen Obstgarten im Dorf mit Mandelbäumen werden 17 seltene traditionelle Sorten des Luberon geerntet. Die Mandel hat eine lange Tradition und existiert seit über 1000 Jahren in der Region.

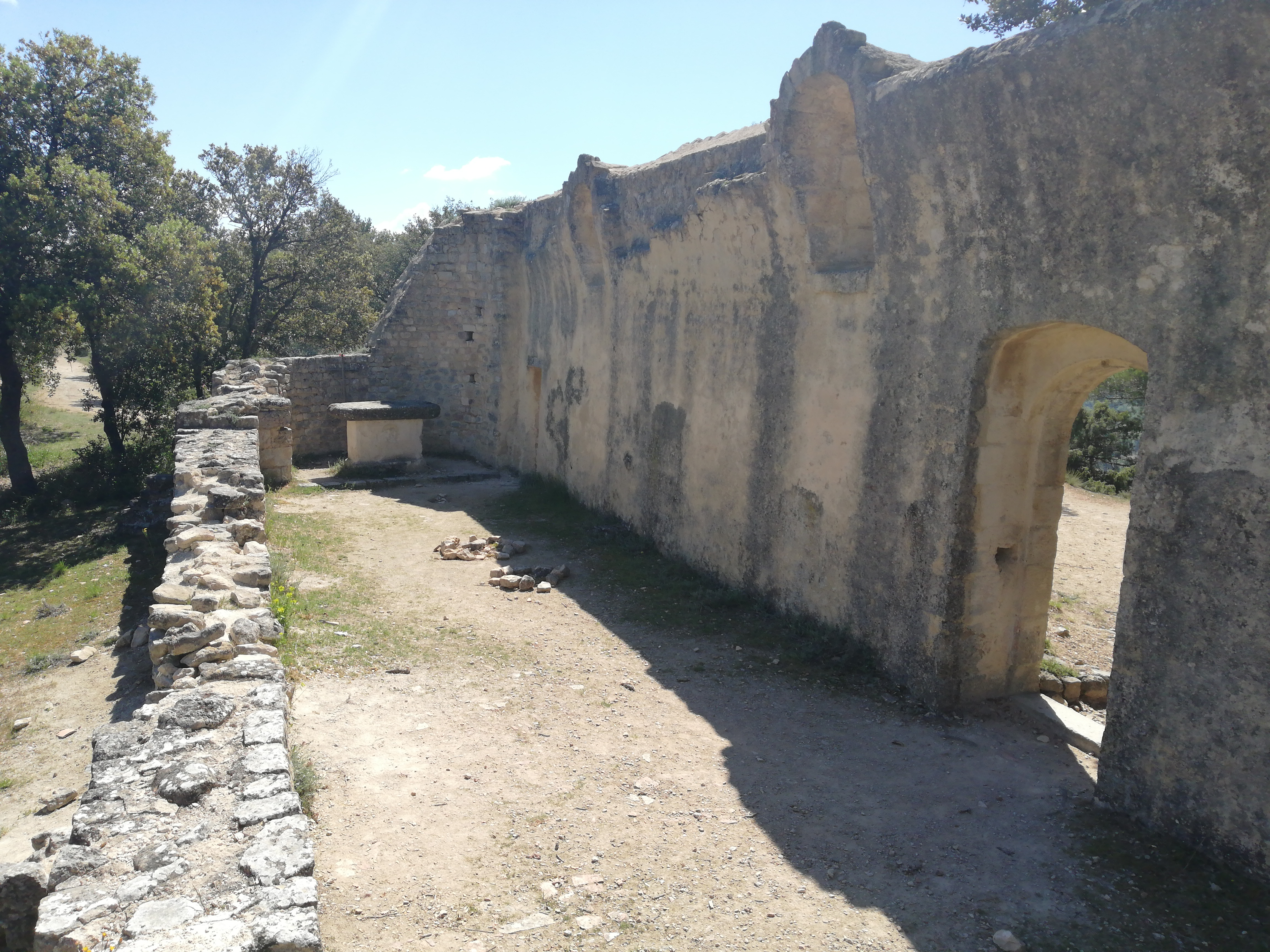
Ruinen der Kapelle Saint-Julien
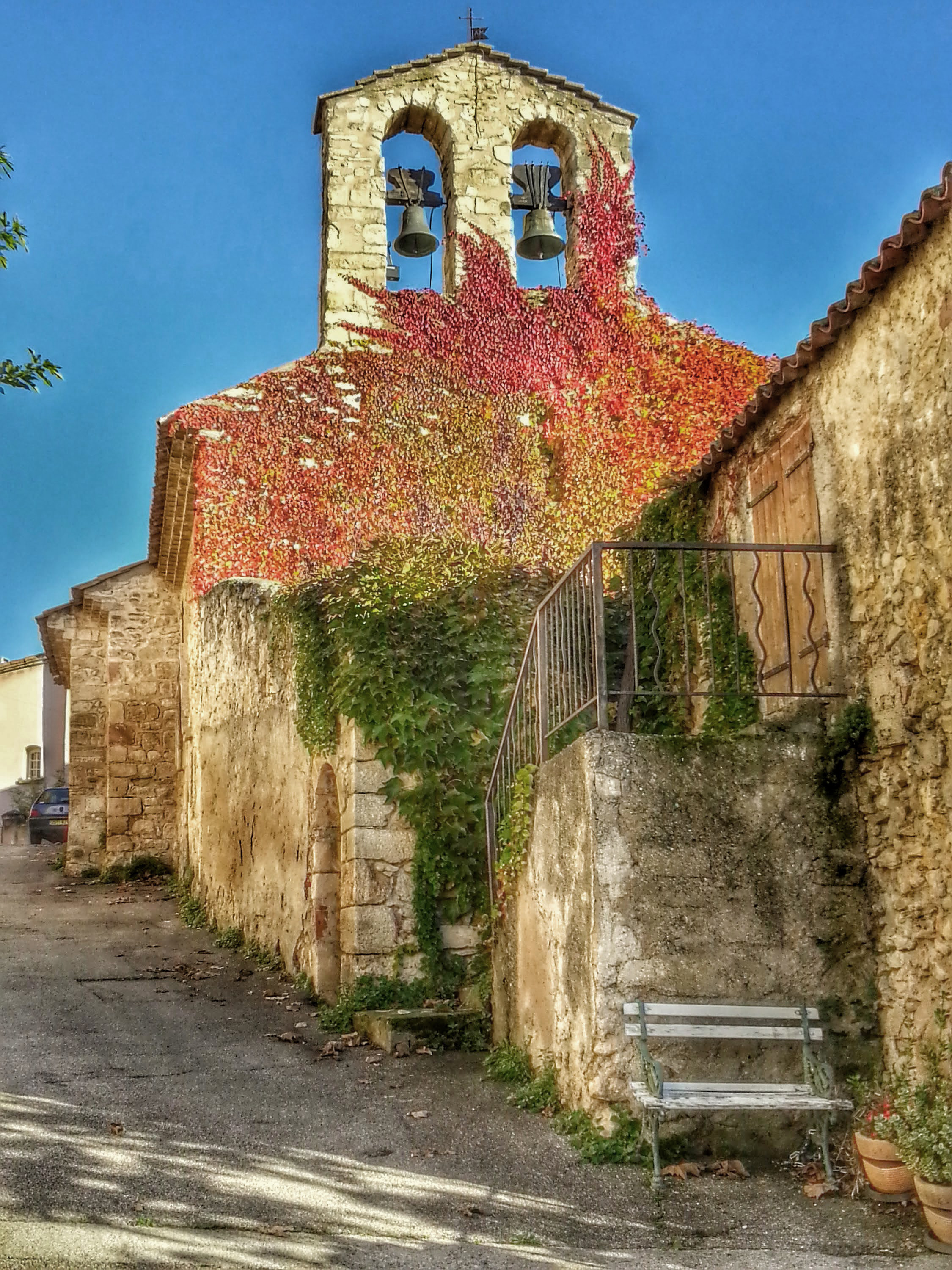
Pfarrkirche Notre-Dame-de-Bonne-Aventure
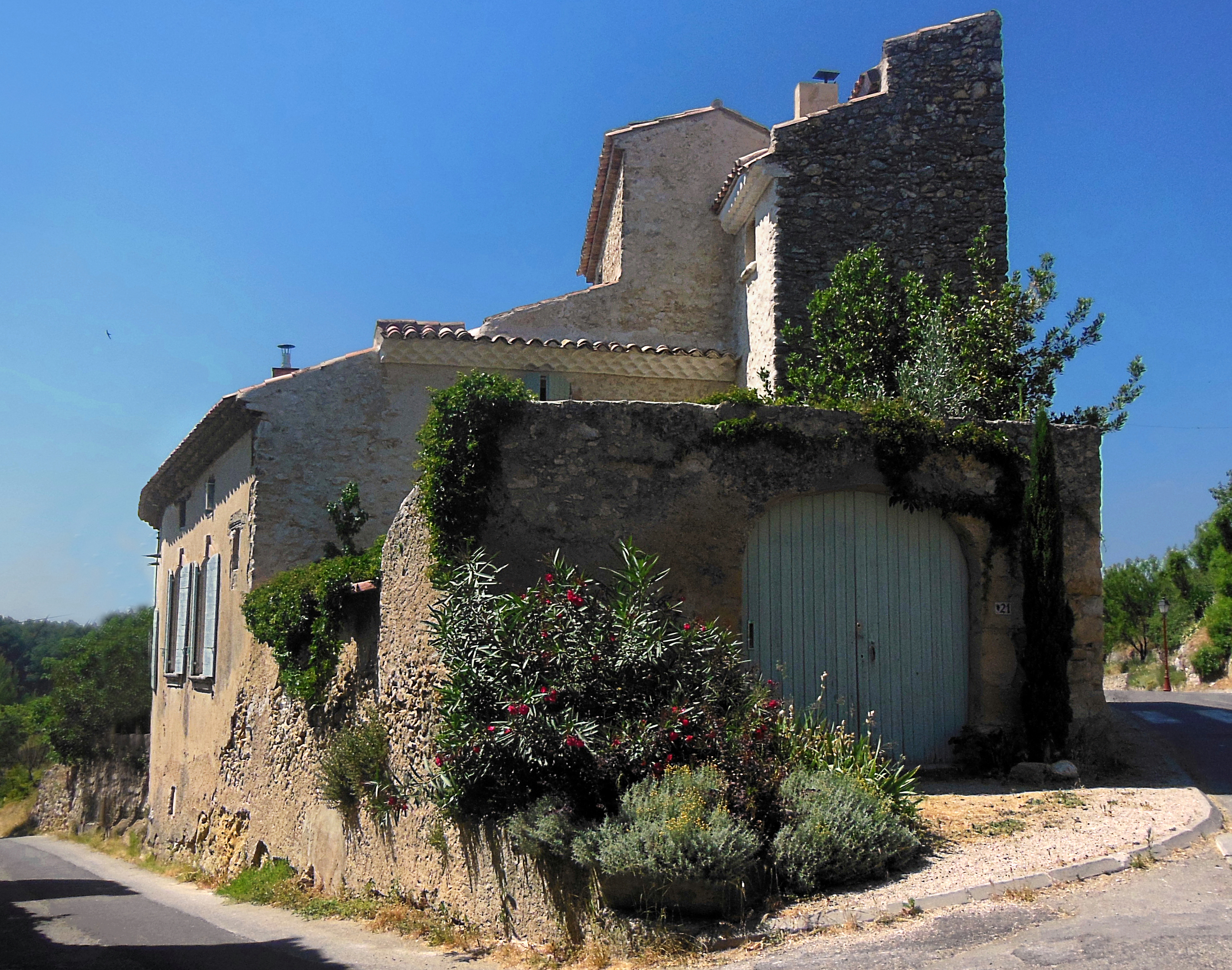
Ehemalige Seidenraupenzuchtstätte